# Unité urbaine de Saint-Denis
L'unité urbaine de Saint-Denis est une unité urbaine française centrée sur la commune de Saint-Denis, dans l'île de La Réunion. 

## Données générales
Dans le zonage réalisé par l'Insee en 1999, l'unité urbaine était composée de deux communes, ainsi que dans celui réalisé en 2010.
Dans le nouveau zonage réalisé en 2020, elle est composée des deux mêmes communes.
En 2022, avec 191 733 habitants, elle représente la 1re unité urbaine du département de La Réunion. Au niveau national, elle se situe au 40e rang.
En 2022, sa densité de population s'élève à 834 hab/km2. Par sa superficie, elle ne représente que 9,16 % du territoire départemental mais, par sa population, elle regroupe 21,75 % de la population du département de La Réunion.

Agglomérations de plus de 100000 habitants en France en 2022.

## Composition 2020 de l'unité urbaine
Elle est composée des deux communes suivantes :
| Nom                        | Code Insee | Département | Statut       | Superficie (km2) | Population (dernière pop. légale) | Densité (hab./km2) | Modifier                                    |
| -------------------------- | ---------- | ----------- | ------------ | ---------------- | --------------------------------- | ------------------ | ------------------------------------------- |
| Saint-Denis (ville-centre) | 97411      | La Réunion  | ville-centre | 142,79           | 156 149 (2022)                    | 1 094              | modifier les données · modifier les données |
| Sainte-Marie               | 97418      | La Réunion  | banlieue     | 87,21            | 35 584 (2022)                     | 408                | modifier les données · modifier les données |

## Évolution démographique
| 1968   | 1975    | 1982    | 1990    | 1999    | 2006    | 2011    | 2016    | 2022    |
| ------ | ------- | ------- | ------- | ------- | ------- | ------- | ------- | ------- |
| 99 811 | 120 078 | 126 323 | 142 157 | 158 139 | 168 910 | 175 309 | 181 080 | 191 733 |

#### Données générales
- Unité urbaine en France
- Aire d'attraction d'une ville
- Liste des unités urbaines de France

#### Données démographiques en rapport avec l'unité urbaine de Saint-Denis
- Aire d'attraction de Saint-Denis
- Arrondissement de Saint-Denis (La Réunion)

#### Données démographiques en rapport avec La Réunion
- Liste des unités urbaines de La Réunion.
- Démographie de la Réunion